# Walter Bormolini
Walter Bormolini (Tirano, 26 settembre 1986) è un ex sciatore freestyle italiano.

## Biografia
Nato a Tirano, in provincia di Sondrio, nel 1986, ha iniziato a praticare il freestyle a 7 anni.
Il 14 dicembre 2002, a 16 anni, ha debuttato in Coppa del Mondo a Madonna di Campiglio.
A 19 anni ha partecipato ai Giochi olimpici di Torino 2006, nella gara di gobbe, riuscendo a qualificarsi per la finale con il 18° punteggio, 22.87. Anche in finale ha ottenuto la stessa posizione in classifica, chiudendo con 21.36 punti.
Ha partecipato ai mondiali di Madonna di Campiglio nel 2007 e nel 2009 ha preso parte ai Mondiali di Inawashiro, in Giappone, terminando 27° nelle gobbe.